# Parlamentsvalet i Frankrike 2007
Parlamentsvalet i Frankrike 2007 ägde rum den 10 juni och den 17 juni 2007 för att välja ledamöter till Frankrikes nationalförsamling. 7 639 kandidater deltog i valet av 577 platser, inklusive Frankrikes utomeuropeiska departement.
Resultaten från den första valomgången visade en stor majoritet för President Nicolas Sarkozys UMP och dess allierade. Men andra valomgångens resultat visade en svagare majoritet och en starkare vänster. Politisk höger Union pour un Mouvement Populaire (UMP) behöll dock sin majoritet från 2002 trots att man förlorade 40 mandat till Socialistiska partiet.

## Resultat
Summering av Franska nationalförsamlingens valresultat 2007.
| Partier och koalitioner                                                                                              | Partier och koalitioner                                    | Partier och koalitioner | 1:a omgången | 1:a omgången | 1:a omgången | 2:a omgången | 2:a omgången | 2:a omgången | Totala antalet mandat |
| Partier och koalitioner                                                                                              | Partier och koalitioner                                    | Partier och koalitioner | Röster       | %            | Mandat       | Röster       | %            | Mandat       | Totala antalet mandat |
| --- | ---------------------------------------------------------- | ----------------------- | ------------ | ------------ | ------------ | ------------ | ------------ | ------------ | --------------------- |
| | Union pour un Mouvement Populaire                          | UMP                     | 10 289 737   | 39,54        | 98           | 9 460 710    | 46,36        | 215          | 313                   |
| | Nouveau Centre (under Majorité présidentielle banderollen) | NC                      | 616 440      | 2,37         | 8            | 433 057      | 2,12         | 14           | 22                    |
| | Divers droite                                              | DVD                     | 641 842      | 2,47         | 2            | 238 588      | 1,17         | 7            | 9                     |
| | Mouvement pour la France                                   | MPF                     | 312 581      | 1,20         | 1            | -            | -            | -            | 1                     |
| Totalt för "Presidentens majoritet"                                                                                  | Totalt för "Presidentens majoritet"                        |                         | 11 860 600   | 45,58        | 109          | 10 132 355   | 49,65        | 236          | 345                   |
| | Parti socialiste                                           | PS                      | 6 436 520    | 24,73        | 1            | 8 624 861    | 42,27        | 185          | 186                   |
| | Parti Communiste Français                                  | PCF                     | 1 115 663    | 4,29         | 0            | 464 739      | 2,28         | 15           | 15                    |
| | Divers gauche                                              | DVG                     | 513 407      | 1,97         | 0            | 503 556      | 2,47         | 15           | 15                    |
| | Parti Radical de Gauche                                    | PRG                     | 343 565      | 1,32         | 0            | 333 194      | 1,63         | 7            | 7                     |
| | Les Verts                                                  | VEC                     | 845 977      | 3,25         | 0            | 90 975       | 0,45         | 4            | 4                     |
| Totalt för "Enade vänstern"                                                                                          | Totalt för "Enade vänstern"                                |                         | 9 255 132    | 35,56        | 1            | 10 017 325   | 49,10        | 226          | 227                   |
| | Mouvement démocrate                                        | MoDem                   | 1 981 107    | 7,61         | 0            | 100 115      | 0,49         | 3            | 3                     |
| | Régionalistes et séparatistes                              |                         | 133 473      | 0,51         | 0            | 106 484      | 0,52         | 1            | 1                     |
| | Övriga (Divers)                                            | DIV                     | 267 760      | 1,03         | 0            | 33 068       | 0,16         | 1            | 1                     |
| | Front national                                             | FN                      | 1 116 136    | 4,29         | 0            | 17 107       | 0,08         | 0            | 0                     |
| | Ligue communiste révolutionnaire och Lutte ouvrière        | ExG                     | 888 250      | 3,41         | 0            | -            | -            | -            | 0                     |
| | Chasse, Pêche, Nature, Traditions                          | CPNT                    | 213 427      | 0,82         | 0            | -            | -            | -            | 0                     |
| | Övriga ekologistiska                                       |                         | 208 456      | 0,80         | 0            | -            | -            | -            | 0                     |
| | Mouvement National Républicain                             | ExD                     | 102 124      | 0,39         | 0            | -            | -            | -            | 0                     |
| | Totalt                                                     |                         | 26 026 465   | 100,00       | 110          | 20 406 454   | 100,00       | 467          | 577                   |
| Valdeltagande: 60,42% (1:a omgången), 59,98% (2:a omgången) Källa: Official Voting Results: Ministry of the Interior |                                                            |                         |              |              |              |              |              |              |                       |